# Cladonia darwinii
Cladonia darwinii är en lavart som beskrevs av S. Hammer. Cladonia darwinii ingår i släktet Cladonia och familjen Cladoniaceae.   Inga underarter finns listade i Catalogue of Life.